# Classificació
Una classificació és la determinació d'una categoria d'entre un conjunt finit de categories establertes per a un objecte o concepte. La definició de les classes és un conveni que té un caràcter més o menys subjectiu sota la influència d'un sistema ideològic i cultural.
Són exemples de classificació taxonòmica la classificació bibliogràfica, la nomenclatura binomial (per a la classificació biològica), la classificació mèdica de  malalties o la filosofia.

## Classificació automatitzada
L'estadística i la intel·ligència artificial han desenvolupat eines per a la construcció de models per classificar objectes. En intel·ligència artificial aquests mètodes (algorismes) formen part del que es coneix com a aprenentatge automàtic.
Aquestes eines construeixen un model a partir d'uns exemples pels quals es coneix la categoria. Després aquest model es pot aplicar a nous casos. La detecció de correu brossa és un dels camps d'aplicació d'aquestes eines. En aquest cas, es construeix un model a partir d'uns quants missatges pels quals coneixem si és spam o no. Després, el model s'aplica per classificar nous missatges d'acord amb el model.
En el camp de la intel·ligència artificial, es distingeixen dues fases en el procés d'aprenentatge dels models: la fase d'aprenentatge i la fase de test. La primera correspon a la construcció del model a partir d'exemples i la segona a la d'avaluació del model. La precisió i l'exhaustivitat s'utilitzen àmpliament en la recuperació d'informació.

### Eines per a la classificació
Algunes de les eines de classificació són "el veí més proper" i les màquines de vectors de suport.